# Atletismo nos Jogos Pan-Americanos de 2003 - Maratona masculina
A prova da maratona masculina nos Jogos Pan-Americanos de 2003 foi realizada em 9 de agosto de 2003. Vanderlei Cordeiro de Lima conseguiu o bicampeonato, com o tempo de 2h19m08s.

## Calendário
| Data        | Fase  |
| ----------- | ----- |
| 9 de agosto | Final |

## Medalhistas
| Ouro   | BRA Vanderlei Cordeiro de Lima |
| Prata  | CAN Bruce Deacon               |
| Bronze | COL Diego Colorado             |

## Recordes
Recordes mundial e pan-americano antes da disputa dos Jogos Pan-Americanos de 2003.
| Tipo                             | Atleta            | Tempo   | Local   | Data                 |
| -------------------------------- | ----------------- | ------- | ------- | -------------------- |
|                                  | Khalid Khannouchi | 2:05:38 | Londres | 14 de abril de 2002  |
| Recorde dos Jogos Pan-Americanos | Jorge González    | 2:12:43 | Caracas | 28 de agosto de 1983 |

## Resultados
| Posição | Atleta                     | Tempo   |
| ------- | -------------------------- | ------- |
| 1       | BRA Vanderlei de Lima      | 2:19:08 |
| 2       | CAN Bruce Deacon           | 2:20:25 |
| 3       | COL Diego Colorado         | 2:21:48 |
| 4       | CUB Aguelmis Rojas         | 2:23:18 |
| 5       | MEX Francisco Bautista     | 2:25:50 |
| 6       | ARG Daniel Simbrón         | 2:28:21 |
| 7       | VIN Pamenos Ballantyne     | 2:29:37 |
| 8       | USA Chris Banks            | 2:32:22 |
| 9       | COL Hugo Jiménez           | 2:35:26 |
| 10      | USA Jeff Campbell          | 2:36:31 |
| 11      | NCA Cristian Villavicencio | 2:37:28 |
| 12      | VEN Larry Alberto Sánchez  | 2:42:02 |
| 13      | DOM José Francisco Paulino | 2:43:11 |
| —       | ECU Silvio Guerra          | DNF     |
| —       | BRA Genílson da Silva      | DNF     |
| —       | DOM Bernardo Jiménez       | DNF     |
| —       | GUA Alfredo Arévalo        | DNF     |
| —       | VEN Luis Fonseca           | DNF     |
| —       | MEX Benjamín Paredes       | DNF     |